# Galatone
Galatone (pronuncia /ɡaˈlatone/, Galàtone; Γαλάτουνα, traslitterato Galàtuna in greco salentino) è un comune italiano di 14 811 abitanti della provincia di Lecce in Puglia.
Il comune si fregia del titolo di città, conferito con decreto del presidente della Repubblica del 24 febbraio 2005. Il suo territorio si affaccia sul mar Ionio con le località La Reggia e Montagna Spaccata, di particolare interesse naturale e paesaggistico.
Le origini della città risalgono probabilmente al periodo greco-bizantino, quando, per la sua posizione strategica, assunse il ruolo di Kàstron ("castello" in greco bizantino) e nel periodo normanno-svevo si sviluppò in modo organico con l'amministrazione di un feudo che comprendeva i casali di Corillo, Feudonegro, Morice, Renda, San Cosma, Tabelle, Tabelluccio e Fulcignano.
Patria del più illustre umanista dell'Italia meridionale, Antonio De Ferrariis (conosciuto con il nome di Galateo), a Galatone è stata viva la lingua greca fin oltre la fine del XV secolo, come anche la religione cattolica di Rito bizantino.
In passato è stato uno dei centri agricoli più importanti della provincia di Lecce.

## Geografia fisica

### Territorio
Il territorio comunale, che si estende nella parte sud-occidentale della penisola salentina per 46,54 km², è situato a 57 m s.l.m. e si affaccia lungo il litorale ionico con le località di Montagna Spaccata e La Reggia.
Distante 24 km da Lecce e 13 km da Gallipoli, il centro urbano è situato lungo la Strada statale 101 Salentina di Gallipoli che collega il capoluogo di provincia con la cittadina ionica.
Il territorio del comune comprende i feudi di antichi casali medievali, ora abbandonati, di Tabelle, Tabelluccio, Fulcignano, San Cosma, Fumonegro Morice e Renda ed è attraversato a nord dal torrente Asso, un antico corso fluviale che convogliava le acque provenienti da Cutrofiano e Neviano, a sud, per condurle, a nord, in territorio di Nardò.
Confina a nord con i comuni di Nardò e Galatina, a est con i comuni di Seclì e Neviano, a sud con il comuni di Gallipoli e Sannicola e a ovest con il mar Ionio.
- Classificazione sismica: zona 4 (sismicità molto bassa), Ordinanza PCM n. 3274 del 20/03/2003

### Clima
Dal punto di vista meteorologico Galatone rientra nel territorio del Salento meridionale che presenta un clima prettamente mediterraneo, con inverni miti ed estati caldo umide. In base alle medie di riferimento, la temperatura media del mese più freddo, gennaio, si attesta attorno ai +9 °C, mentre quella del mese più caldo, agosto, si aggira sui +25,1 °C. Le precipitazioni medie annue, che si aggirano intorno ai 676 mm, presentano un minimo in primavera-estate ed un picco in autunno-inverno.
Facendo riferimento alla ventosità, i comuni del basso Salento risentono debolmente delle correnti occidentali grazie alla protezione determinata dalle serre salentine che creano un sistema a scudo. Al contrario le correnti autunnali e invernali da Sud-Est, favoriscono in parte l'incremento delle precipitazioni, in questo periodo, rispetto al resto della penisola.
| Galatone                   | Mesi | Mesi | Mesi | Mesi | Mesi | Mesi | Mesi | Mesi | Mesi | Mesi | Mesi | Mesi | Stagioni | Stagioni | Stagioni | Stagioni | Anno |
| Galatone                   | Gen  | Feb  | Mar  | Apr  | Mag  | Giu  | Lug  | Ago  | Set  | Ott  | Nov  | Dic  | Inv      | Pri      | Est      | Aut      | Anno |
| -------------------------- | ---- | ---- | ---- | ---- | ---- | ---- | ---- | ---- | ---- | ---- | ---- | ---- | -------- | -------- | -------- | -------- | ---- |
| T. max. media (°C)         | 12,4 | 13,0 | 14,8 | 18,1 | 22,6 | 27,0 | 29,8 | 30,0 | 26,4 | 21,7 | 17,4 | 14,1 | 13,2     | 18,5     | 28,9     | 21,8     | 20,6 |
| T. min. media (°C)         | 5,6  | 5,8  | 7,3  | 9,6  | 13,3 | 17,2 | 19,8 | 20,1 | 17,4 | 13,7 | 10,1 | 7,3  | 6,2      | 10,1     | 19,0     | 13,7     | 12,3 |
| Precipitazioni (mm)        | 80   | 60   | 70   | 40   | 29   | 21   | 14   | 21   | 53   | 96   | 109  | 83   | 223      | 139      | 56       | 258      | 676  |
| Umidità relativa media (%) | 79,0 | 78,9 | 78,6 | 77,8 | 75,7 | 71,1 | 68,4 | 70,2 | 75,4 | 79,3 | 80,8 | 80,4 | 79,4     | 77,4     | 69,9     | 78,5     | 76,3 |

- Classificazione climatica di Galatone:[7]
  - Zona climatica: C
  - Gradi giorno: 1224

## Origini del nome
Sulla nascita del paese vi è una duplice scuola di pensiero: quella che fa capo allo studioso Gerhard Rohlfs, che attribuisce l'origine al popolo dei Galati - gente di stirpe celtica così chiamata per la sua carnagione bianca come il latte (dal greco γάλα, cioè "latte", e dunque Γαλάτουνα, "città del latte"), e quella che accoglie l'ipotesi dell'umanista concittadino Antonio De Ferrariis, vissuto dal 1444 al 1517, che attribuisce la provenienza al popolo dei Tessali ("Da giovane lessi Livio e vi trovai Teuma e Galatana, due città della Tessaglia, che erano state conquistate da Tito Quinzio Flaminio"), che in questi luoghi si erano rifugiati per fondarvi la nuova Galatana dopo essere stati sconfitti dal console romano a Cinocefale il 197 a.C.
Secondo Rohlfs, il borgo sarebbe menzionato in un documento del 1270 come casale Galatoni, corrispondente a un tipo toponomastico frequente nella Calabria greca, ripetendosi in Galàtoni (casale di Taurianova), Conìdoni, Barbalàconi, Pannàconi, Stefanàconi o Sidèroni: con tali nomi s'indicavano i discendenti delle famiglie Galati, Conidi, Barbalaci, Pannaci, Stefanaci e Sídero. In questa funzione la desinenza greca è -ωνες (traslitterato -ōnes): confronta οι Γαλάτωνες (oi Galàtōnes), rispettivamente in greco medievale οἱ Γαλάτωναι (oi Galàtōnai, pronunciato oi Galàtōne), forma in Grecia pressoché scomparsa, ma viva ancora nella zona dell'Aspromonte.

## Storia
La nascita di Galatone si fa risalire ai primi insediamenti umani nel periodo del Neolitico. I rinvenimento di utensili in selce e ceramica nel "Villaggio Costante" sulla Serra Campilatini, nella grotta "Pinnella", negli insediamenti "Rizzi" e "Spisari" e nella grotta rinvenuta in periferia, e precisamente a sud del paese, in via San Nicola di Pergoleto ne confermerebbe la datazione di origine.
Nel Medioevo il territorio fu soggetto a occupazioni e scorrerie da parte di Saraceni, Ungari, e Bizantini. Con la dominazione bizantina si svilupparono l'agricoltura e l'allevamento e si registrò un notevole incremento demografico. Sorsero piccole comunità rurali (Choría) dedite all'agricoltura, Tabelle, Tabelluccio, Fulcignano, San Cosma, Fumonegro Morice e Renda, le quali furono in seguito abbandonate e le popolazioni residenti si stanziarono nel casale di Galatone.
Nel XV secolo subì l'assedio di Giovanni Antonio Orsini Del Balzo che rase al suolo una parte della cinta muraria. Dopo la morte dell'Orsini, avvenuta nel 1463, per Galatone seguì un lungo periodo di pace, interrotta dall'invasione turca del 1480 e dall'invasione dei veneziani quattro anni più tardi. Agli Orsini successero i Branai (Granai) Castriota, figlio di Vrana Konti. Il 4 febbraio del 1497, Branai o Brana (italianizzato: Bernardo), venne nominato da Federico I, re di Napoli, 1º Barone di Galatone per i meriti da lui acquisiti nella lotta contro i francesi nel 1495. I Branai (Granai) Castriota governarono il feudo fino al 1549. L'estinzione della famiglia Branai Castriota determina il passaggio del feudo alla corona che lo vende a facoltosi genovesi stanziatisi nel Salento. Dal 1556 appartenne ai Squarciafico i quali diedero prosperità e crescita culturale costruendo nel 1570 un ospedale per poveri gestito dal clero. Nel XVII secolo il feudo fu retto dai Pinelli. Il XVIII secolo fu caratterizzato da una vita politica poco vivace a causa delle frequenti elezioni di Sindaci, sistematicamente esautorati da un governatore prepotente e accentratore.
Nel 1743 la storia di Galatone fu sconvolta da un terribile terremoto, che procurò il crollo di parte delle mura cittadine, di porta San Sebastiano, del palazzo marchesale e di molte abitazioni, ma portò anche nuova linfa nello sviluppo edilizio del paese.
Nel 1925 nacque a Galatone un importante istituto di credito privato, la Banca Leuzzi & Megha, che diede un sostegno considerevole all'economia cittadina e locale.

### Simboli
Lo storico stemma è utilizzato dal comune anche se privo di formale decreto di concessione. Descrizione araldica dello stemma:
Descrizione araldica del gonfalone:

## Monumenti e luoghi d'interesse

### Architetture religiose

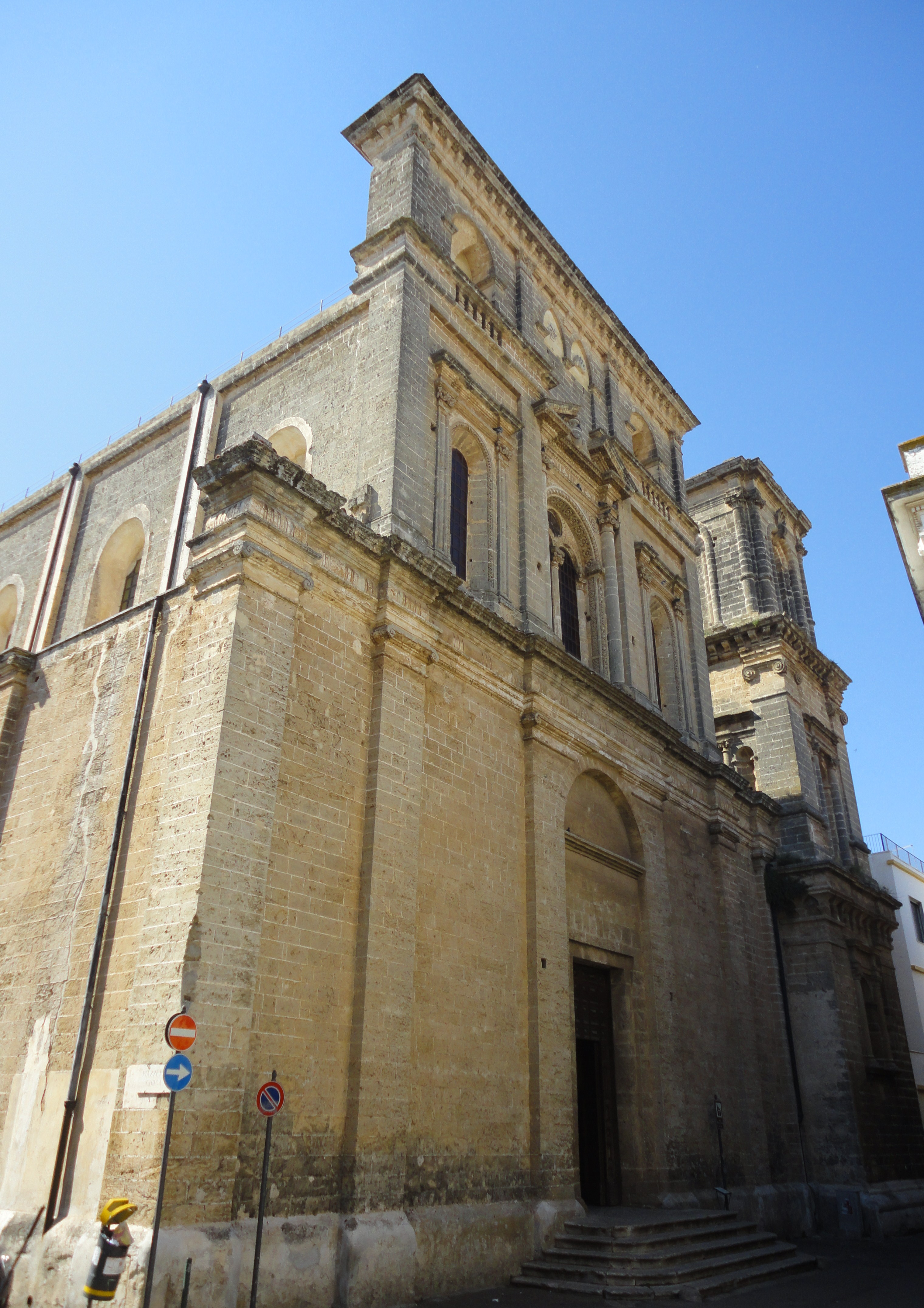
Collegiata dell'Assunta o Chiesa Madre

#### Collegiata dell'Assunta
La Collegiata dell'Assunta fu edificata tra il 1591 e il 1595 sulle rovine di una chiesa precedente demolita per le precarie condizioni statiche. Presenta un elegante prospetto in carparo scandito in tre ordini da trabeazioni poco aggettanti. Il primo ordine, inquadrato da semplici paraste, accoglie il portale d'ingresso. Il secondo ordine è caratterizzato da una bifora centrale sormontata da una trabeazione con timpano spezzato e da due monofore laterali incastonate tra lesene e sormontate da architravi. Il terzo ordine è ingentilito da due nicchie con balaustre in pietra. Adiacente al prospetto è il campanile, a tre piani a forma di prismi sovrapposti, innalzato in epoche differenti fra il 1599 e il 1750. L'interno, ad aula a croce latina, ospita altari con dipinti di Donato Antonio D'Orlando. Nel cappellone di san Sebastiano è conservata una copia settecentesca del Martirio di San Sebastiano di Mattia Preti e un armadio con pregevoli reliquiari. Sull'altare maggiore troneggia un seicentesco Cristo ligneo.

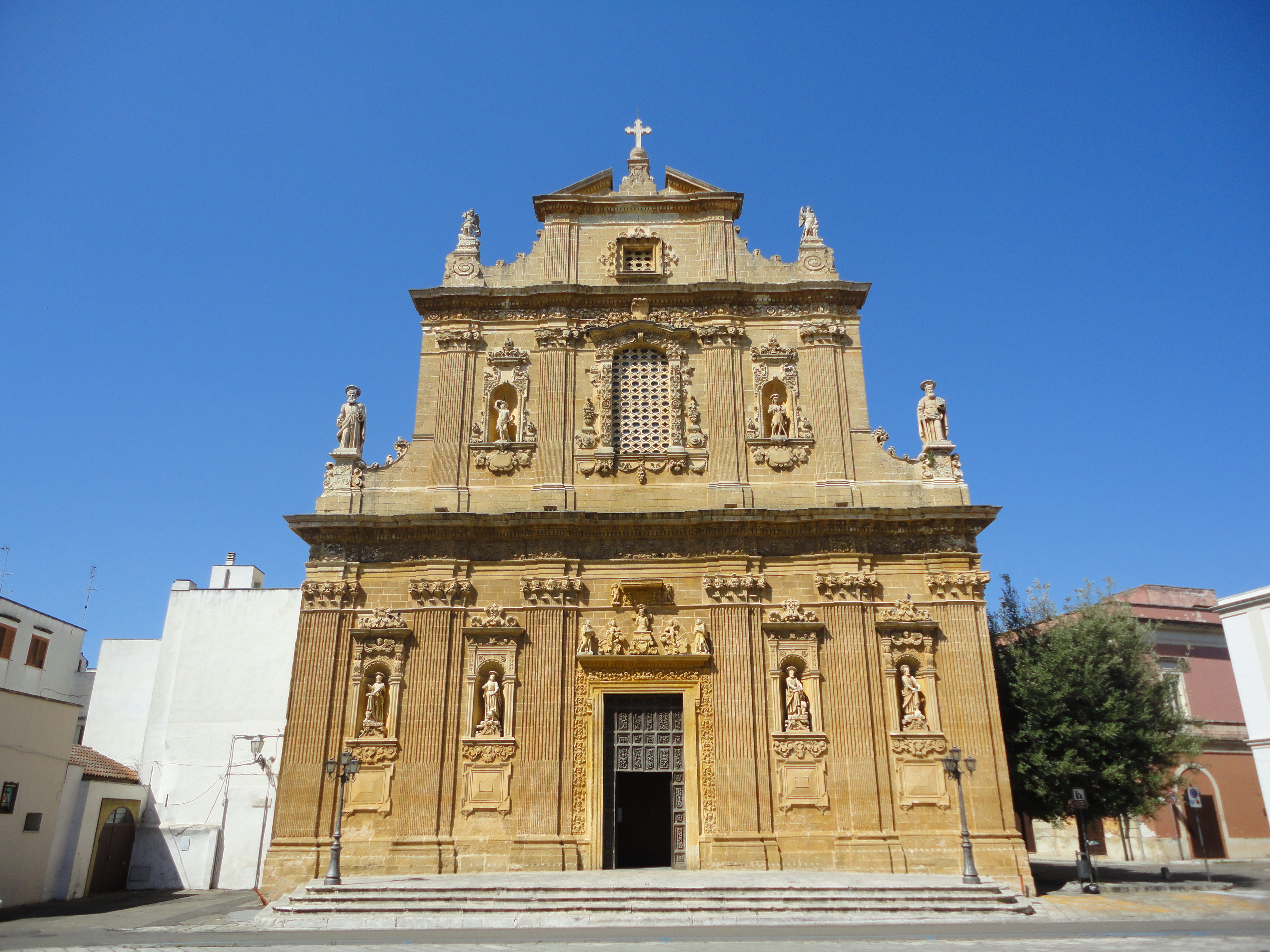
Santuario del Santissimo Crocifisso della Pietà

#### Santuario del Santissimo Crocifisso della Pietà
Il Santuario del Santissimo Crocifisso della Pietà fu costruito fra il 1683 e il 1694 da diverse maestranze salentine dopo il crollo della precedente chiesa. Per l'apparato decorativo contribuì anche l'architetto leccese Giuseppe Zimbalo. Fu elevato a Santuario nel 1796 da papa Pio VI. La facciata barocca, realizzata in carparo e pietra leccese, è divisa in tre ordini ed è arricchita da nicchie con statue. Sul portale d'ingresso troneggia la scultura lapidea di Gesù Crocifisso osannato da quattro cherubini. L'interno, a croce latina, si compone del presbiterio, del transetto e della navata in cui si aprono tre cappelle per lato ospitanti altari barocchi. In corrispondenza del transetto si innalza una cupola ottagonale affrescata con il tema del ritrovamento della Croce da parte di sant'Elena. L'altare maggiore, decorato con colonne tortili e bassorilievi raffiguranti le virtù cardinali, custodisce l'icona del Santissimo Crocifisso della Pietà del XIV secolo.

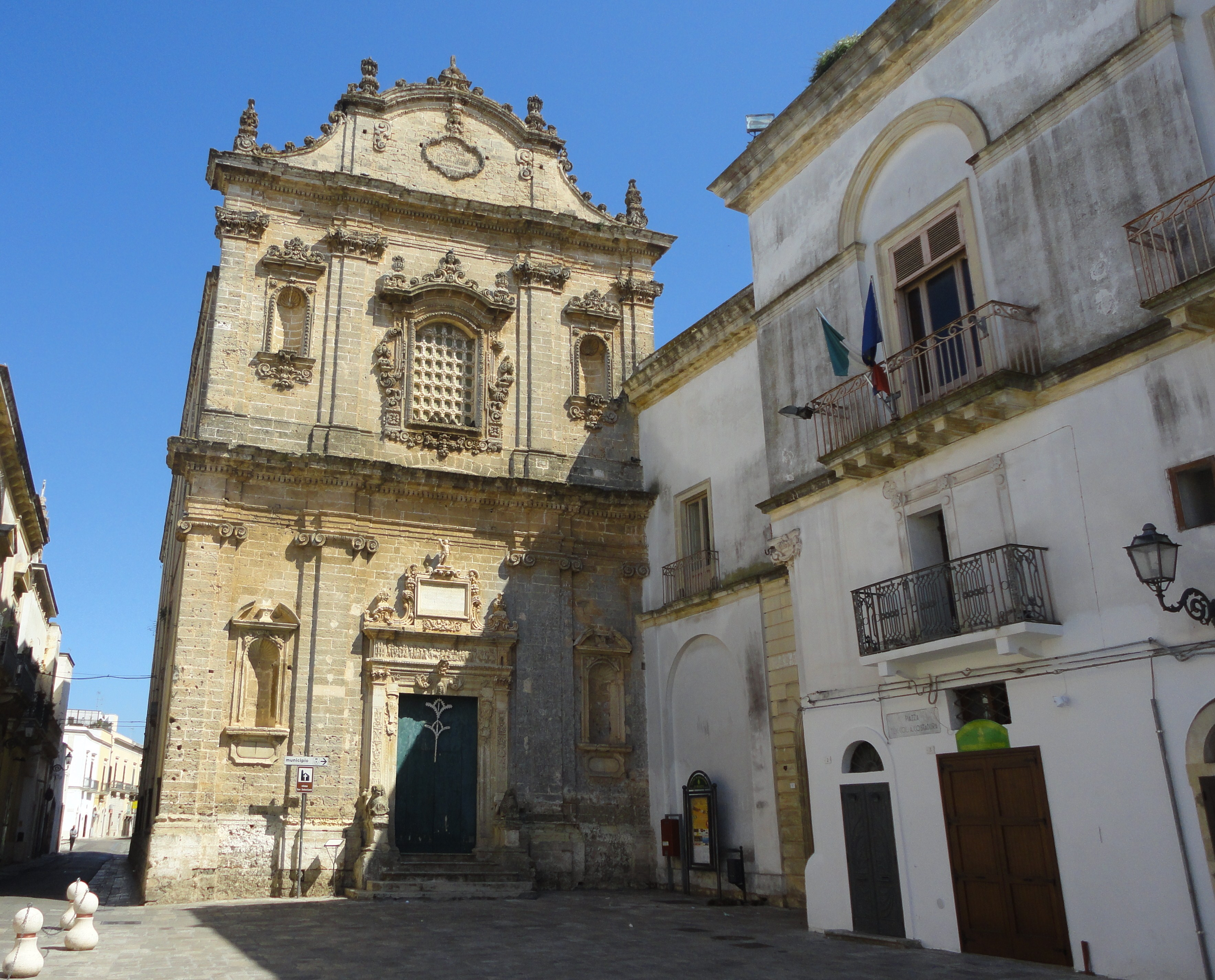
Chiesa di San Sebastiano e San Rocco

#### Chiesa di San Sebastiano e San Rocco
La chiesa di San Sebastiano e San Rocco, attigua al convento dei Domenicani, venne edificata nel 1500 per volontà del feudatario Giovanni Branai (Granai) Castriota e ricostruita in stile barocco nel 1712. La facciata, che ingloba pezzi scultorei del precedente tempio, è realizzata interamente in carparo ed è scandita in tre ordini. Il primo ordine, tripartito da paraste con capitelli ionici, accoglie il cinquecentesco portale d'ingresso, sormontato da una piccola statua lapidea di san Sebastiano e affiancato da due leoni stilofori. L'interno, ad unica navata con presbiterio, presenta quattro altari barocchi dedicati alla Presentazione di Gesù al Tempio, alla Madonna Immacolata, alla Madonna del Rosario e a sant'Antonio di Padova. Gli altari, realizzati in calcareniti locali (pietra leccese e tufo) nel 1732, sono arricchiti da tele di pregevole fattura, fra cui una Madonna del Rosario del pittore neretino Donato Antonio D'Orlando.

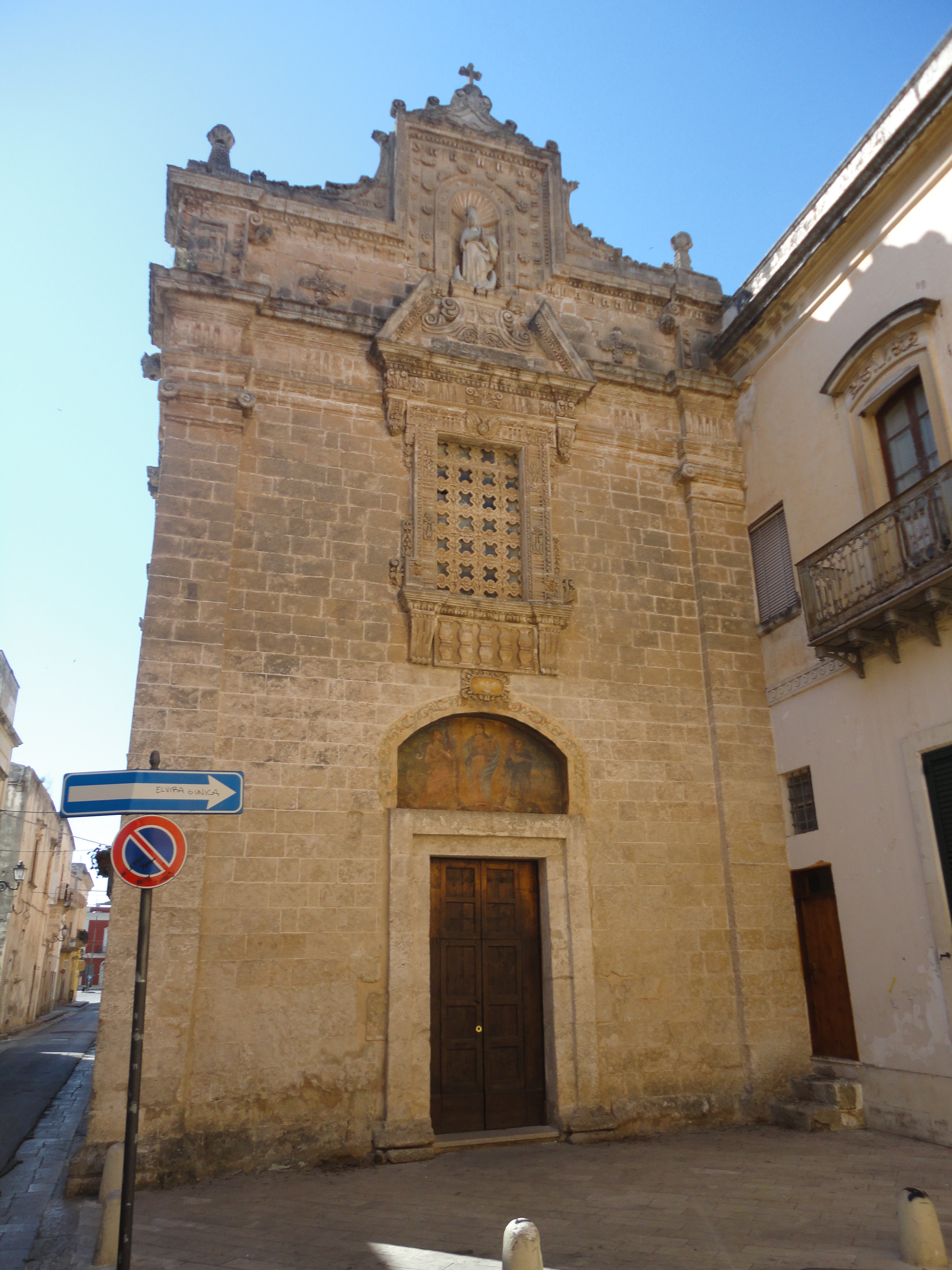
Chiesa di San Giovanni Battista

#### Chiesa di San Giovanni Battista
La chiesa di San Giovanni Battista, sede della Confraternita dell'Immacolata Concezione, fu costruita fra il 1635 e il 1653 dai maestri Ortensio e Cesare Pugliese con l'intento di collegarla ad un monastero di Clarisse, mai realizzato per carenze finanziarie.
La chiesa presenta un prospetto racchiuso fra due paraste ioniche angolari. Le linee decorative sono quelle barocche con un richiamo catalano-durazzesco nel fastigio ospitante la nicchia con la statua dell'Immacolata. Il semplice e spoglio portale è sormontato da una lunetta semicircolare affrescata, posto in asse con il finestrone centrale con grate in pietra traforata. Sul lato sinistro dell'edificio vi è una nicchia con la statua di san Giovanni Battista.
L'interno, a navata unica rettangolare, accoglie un fastoso altare maggiore in pietra leccese, realizzato nella seconda metà del XVII secolo dallo scalpellino di Ambrogio Martinelli da Copertino. Degno di nota è l'ottocentesco organo in legno recante la data 1877.

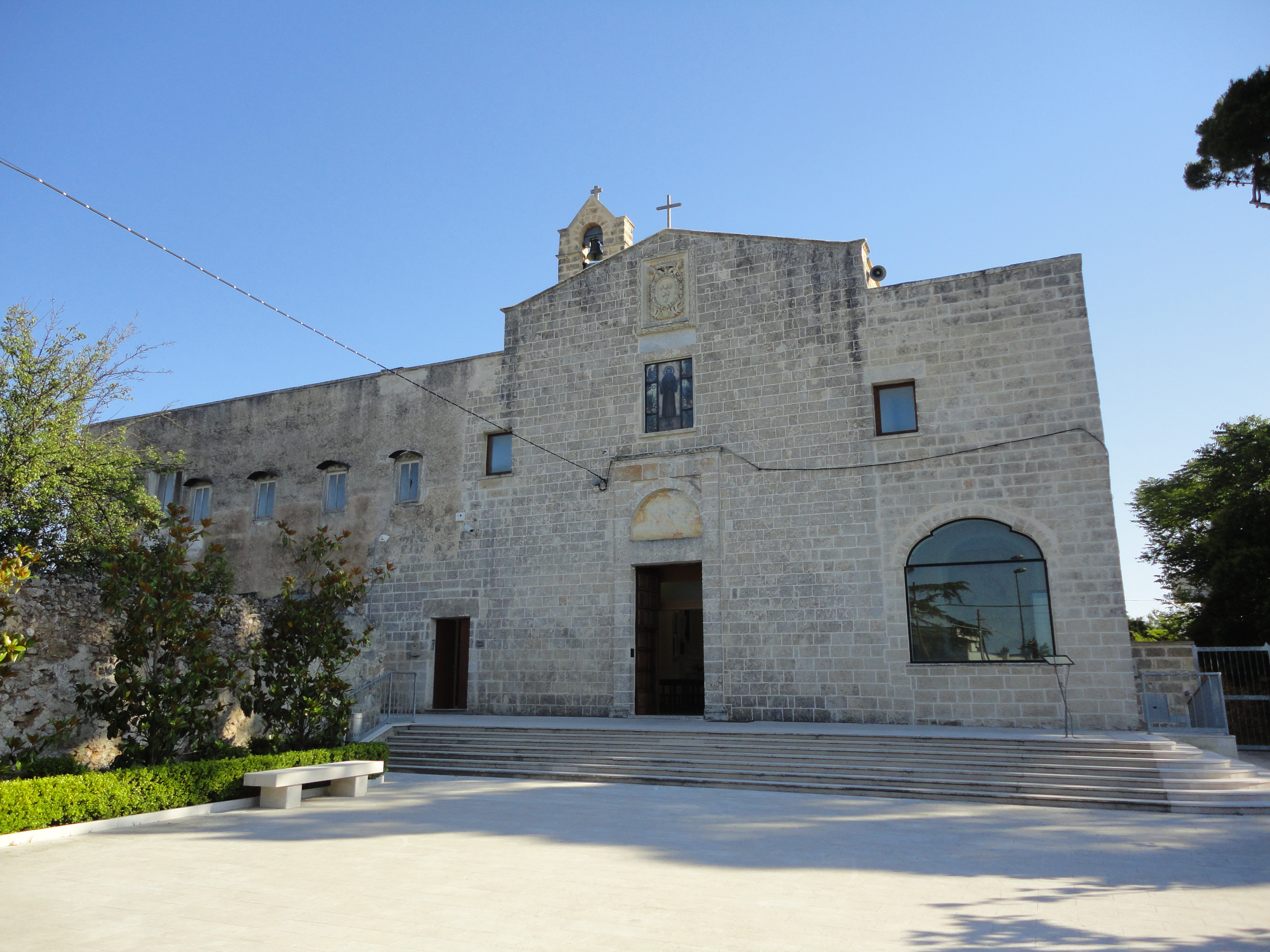
Chiesa di San Francesco d'Assisi

#### Chiesa di San Francesco d'Assisi
La chiesa di San Francesco d'Assisi fu edificata tra la fine del 1599 e la fine del 1600 in posizione adiacente al convento dei frati Cappuccini per volere del duca Cosimo Pinelli e di sua madre Livia Squarciafico, nella quale destinarono una cappella a sepoltura della propria famiglia. L'edificio rispecchia le caratteristiche di sobrietà delle chiese degli ordini mendicanti. La facciata, dalle linee essenziali, è priva di qualsiasi elemento decorativo, eccezion fatta per lo stemma dei Pinelli riccamente scolpito. L'interno, costituito da un'unica navata tripartita con archi, è decorato con stucchi barocchi e altari. L'altare maggiore è realizzato in legno e racchiude al centro una tela del pittore napoletano Fabrizio Santafede raffigurante San Francesco d'Assisi che riceve le stigmate. Ai lati i dipinti di sant'Antonio da Padova e santa Chiara. Un'epigrafe ricorda la consacrazione del tempio avvenuta il 29 novembre 1703 ad opera di Carlo Francesco Giocoli, l'allora arcivescovo di San Severo.

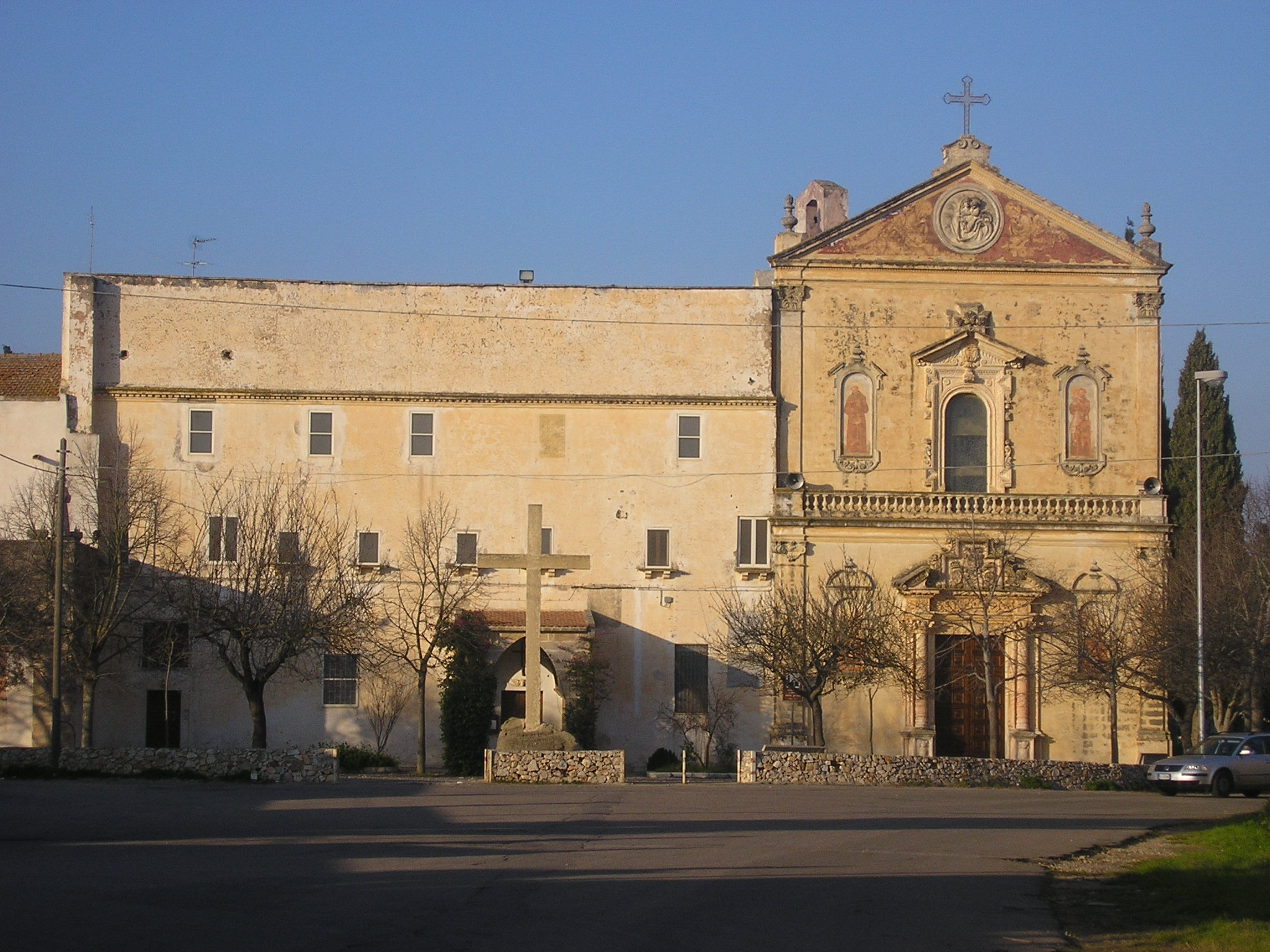
Santuario Madonna della Grazia.

#### Chiesa della Madonna della Grazia
La chiesa della Madonna della Grazia venne edificata tra il 1591 e il 1595 per accogliere l'icona bizantina della Vergine della Grazia (XIV secolo). Nel 1674 venne costruito l'attiguo convento degli Alcantarini, ora dei Frati Minori, in cui iniziò la sua vita religiosa sant'Egidio Maria da Taranto. La facciata è scandita in due ordini da una balaustra in pietra e termina con un timpano triangolare sul quale è collocato un medaglione a rilievo raffigurante la Madonna della Grazia. Il portale e la finestra, posti in asse, sono affiancati da nicchie con le immagini affrescate di san Pietro d'Alcántara, san Pasquale Baylón, san Francesco d'Assisi e sant'Antonio da Padova. L'interno, a navata unica con copertura a crociera, termina con un piatto presbiterio in cui è custodita l'icona della Vergine. La chiesa fu elevata a Santuario l'8 settembre 1956 dal vescovo Corrado Ursi.

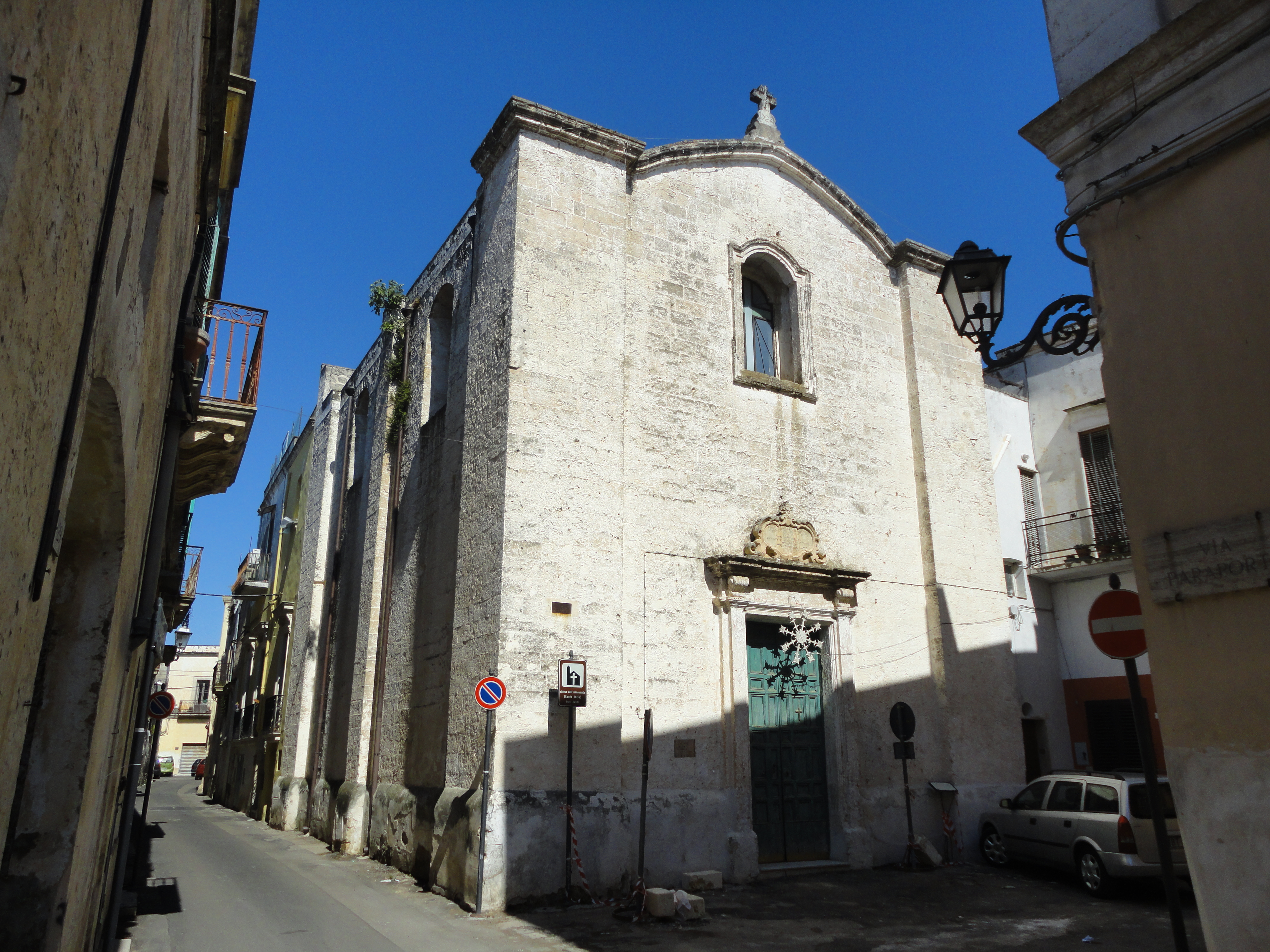
Chiesa dell'Annunziata

#### Chiesa dell'Annunziata
La chiesa dell'Annunziata, popolarmente detta di Santa Lucia, risale al XVIII secolo. Fu ricostruita sul posto di un edificio sacro medievale. La facciata, racchiusa tra due paraste d'angolo lisce, accoglie al centro un semplice portale con architrave modanata poco aggettante e un cartiglio che porta la lapide con l'anno di ricostruzione 1724 in numeri romani. L'interno si compone di un'unica navata con le pareti bipartite da pilastri addossati. Sulla parete destra un dipinto murale, appartenente alla prima chiesa, raffigura il Crocifisso della Pietà. L'unico altare, di forme molto controllate, è quello del presbiterio ed ospita due statue di angeli su piedistalli terminali, la tela che raffigura l'episodio dell'Annunciazione e in sommità, incorniciata, la tela di Santa Lucia.

#### Chiesa della Madonna Odigitria
La chiesa della Madonna Odigitria risale al XII secolo. La chiesa è in realtà la parte absidale dell'originario edificio in stile catalano-durazzesco, di cui si conservano le strette monofore laterali strombate e il piccolo oculo posto a nord. La cappella presenta tracce di un preesistente tetto esterno a capanna, mentre internamente è voltata a botte. Sull'abside, secondo campiture rettangolari, vi sono scene della passione di Gesù. Al centro la Madonna Odigitria che indica la via della salvezza in suo figlio Gesù. Altri affreschi raffigurano Santi della liturgia orientale.

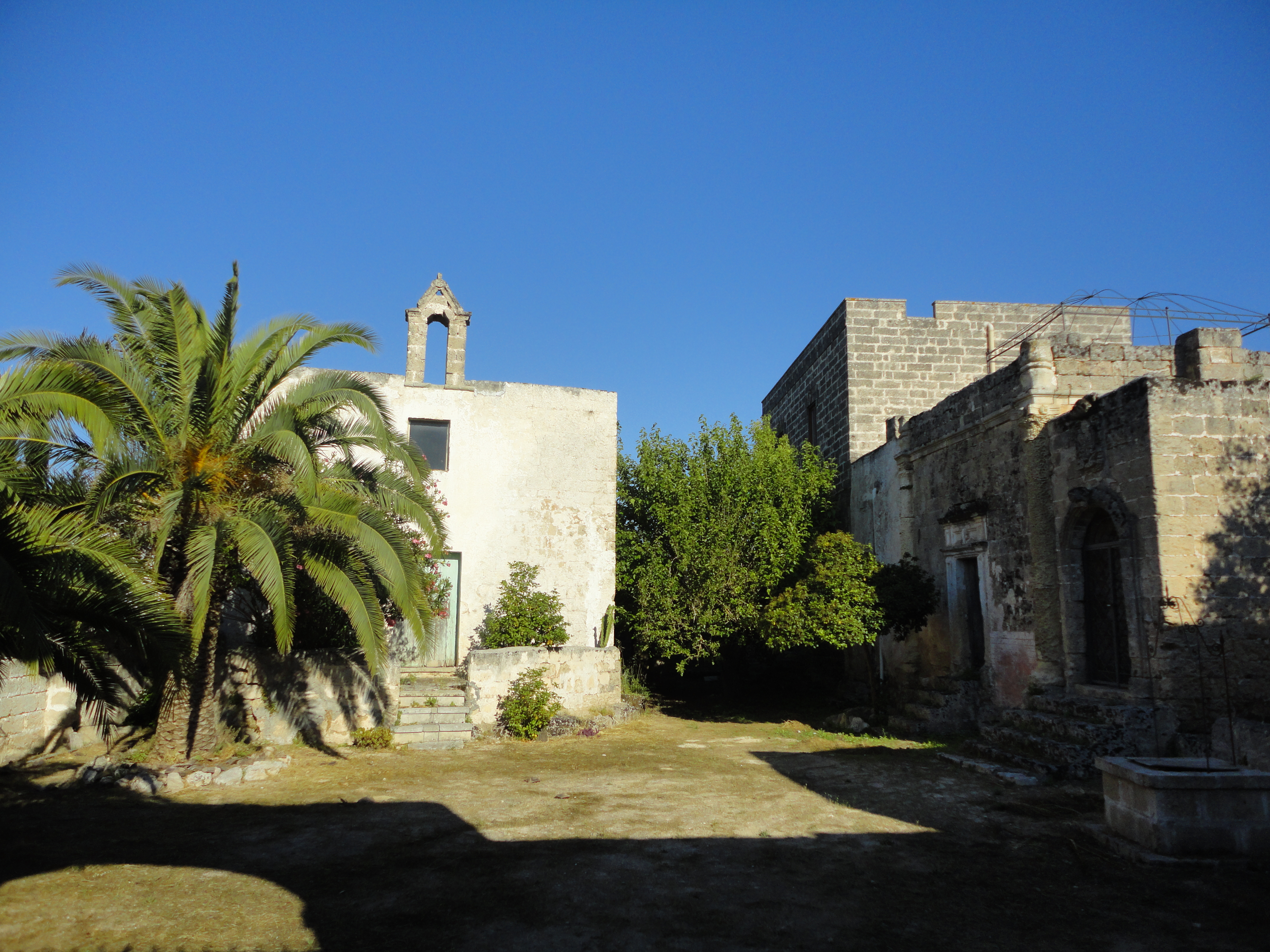
Abbazia di San Nicola di Pergoleto

#### Abbazia di San Nicola di Pergoleto
L'Abbazia di San Nicola di Pergoleto, chiamata nei documenti San Nicola dei Pargoletti, risale al IX secolo e fu fondata dai monaci basiliani i quali la ressero fino alla conquista normanna del Salento, in seguito alla quale passò sotto il controllo e la guida dei Benedettini. In epoca bizantina fu un importante centro di diffusione della cultura greca e orientale.
Tra il XVI e il XVII secolo l'abbazia fu trasformata in masseria e subì radicali trasformazioni e rifacimenti come la ricostruzione della chiesa nel 1613.

#### Abbazia di Sant'Angelo della Salute
L'Abbazia di Sant'Angelo della Salute è di origine basiliana e fu edificata tra la fine del XII e l'inizio del XIII secolo. Del complesso abbaziale, appartenuto in seguito ai monaci Benedettini, rimane la chiesa di stile romanico orientata secondo l'asse est-ovest. Presenta un prospetto a spioventi con rifacimenti seicenteschi nel portale e nel piccolo rosone centrale. Un campanile a vela è posto in corrispondenza dell'abside. L'interno, a navata unica con volta a botte a sesto leggermente acuto, venne rimaneggiato nel XVII secolo con l'aggiunta di nuovi affreschi. Nella parte absidale è raffigurata la Deposizione di Gesù, sul lato sinistro vi è l'immagine di san Michele Arcangelo mentre sul lato destro è raffigurato san Nicola di Bari nell'atto di intercedere presso la Madre di Dio. Sono inoltre visibili tracce degli originari affreschi e alcune incisioni latine.

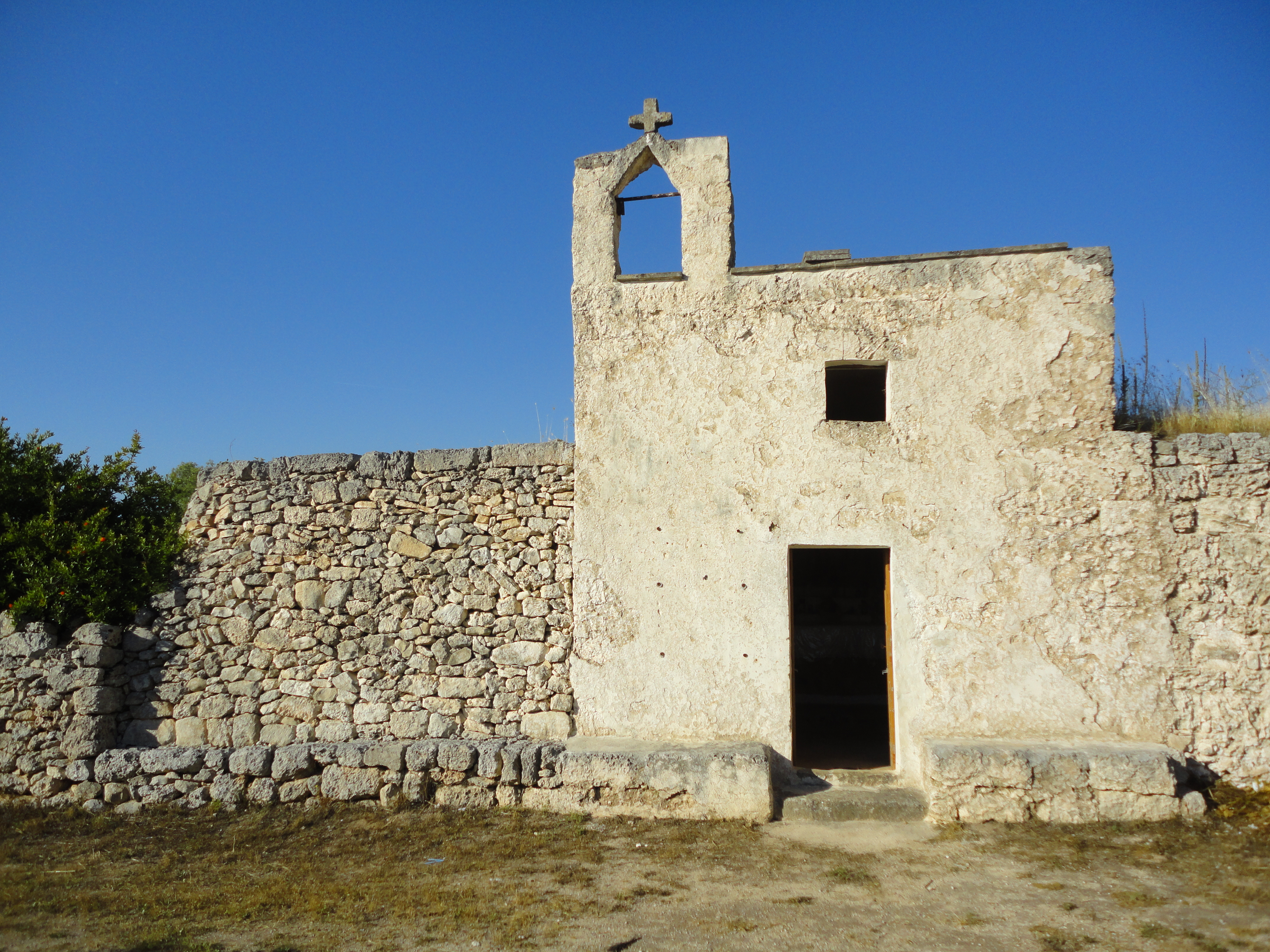
Chiesa di Cristo di Tabelle

#### Altre chiese
- Chiesa di San Pietro Apostolo del XVIII secolo.
- Chiesa di San Nicola di Myra. Risalente al XVI secolo, presenta un semplice prospetto caratterizzato da una nicchia centrale con la statua di san Nicola e un modestissimo interno ospitante un unico altare.
- Chiesa di Cristo di Tabelle. Di origini medievali, è dedicata all'Esaltazione della Croce. Possiede un umile prospetto e un interno ad aula unica con affreschi settecenteschi. Sull'abside, tra gli apostoli Pietro e Paolo, è raffigurata la scena della Crocifissione.

### Architetture militari

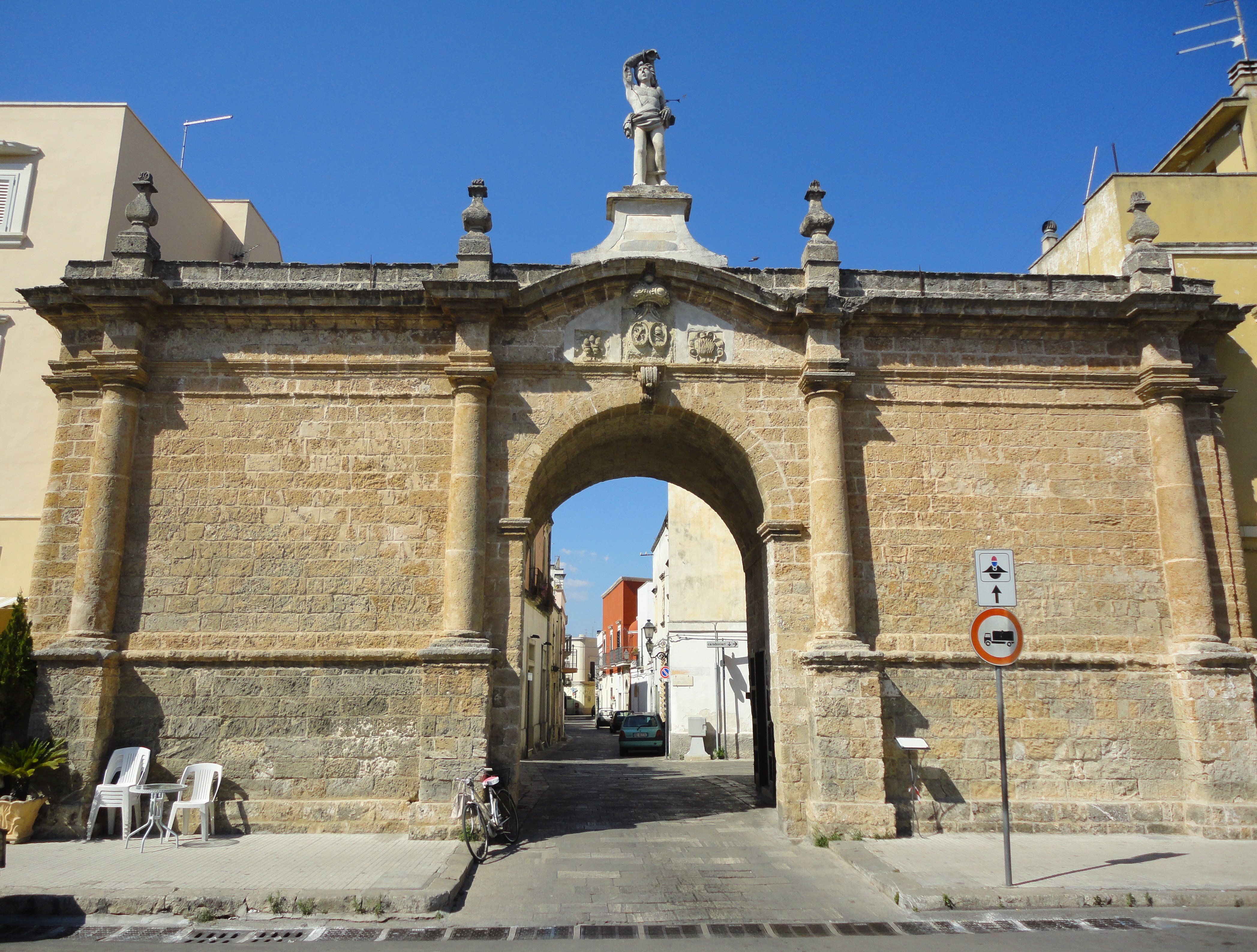
Porta di San Sebastiano

#### Porta di San Sebastiano
Costruita intorno al 1500, delle porte urbiche poste sulla cinta muraria aragonese, è l'unica superstite. L'architettura, risalente al 1748, è dovuta alla ricostruzione avvenuta dopo il rovinoso terremoto del 1743. L'apparato murario, in carparo, è diviso in tre parti da quattro colonne di stile dorico. Al centro un arco a tutto sesto sormontato da una lunetta ad arco ribassato che contiene gli stemmi dei feudatari Pinelli-Pignatelli. La struttura è conclusa da un cornicione stretto ed aggettante, in asse con le colonne delle cuspidi lapidee ansate. Sull'arco, sopra ad un piedistallo con volute, la statua in pietra leccese del protettore della città san Sebastiano, opera di Pantaleo Larini di Galatone che la completò nel 1859. Sul retro uno stemma lapideo con la fiamma civica.

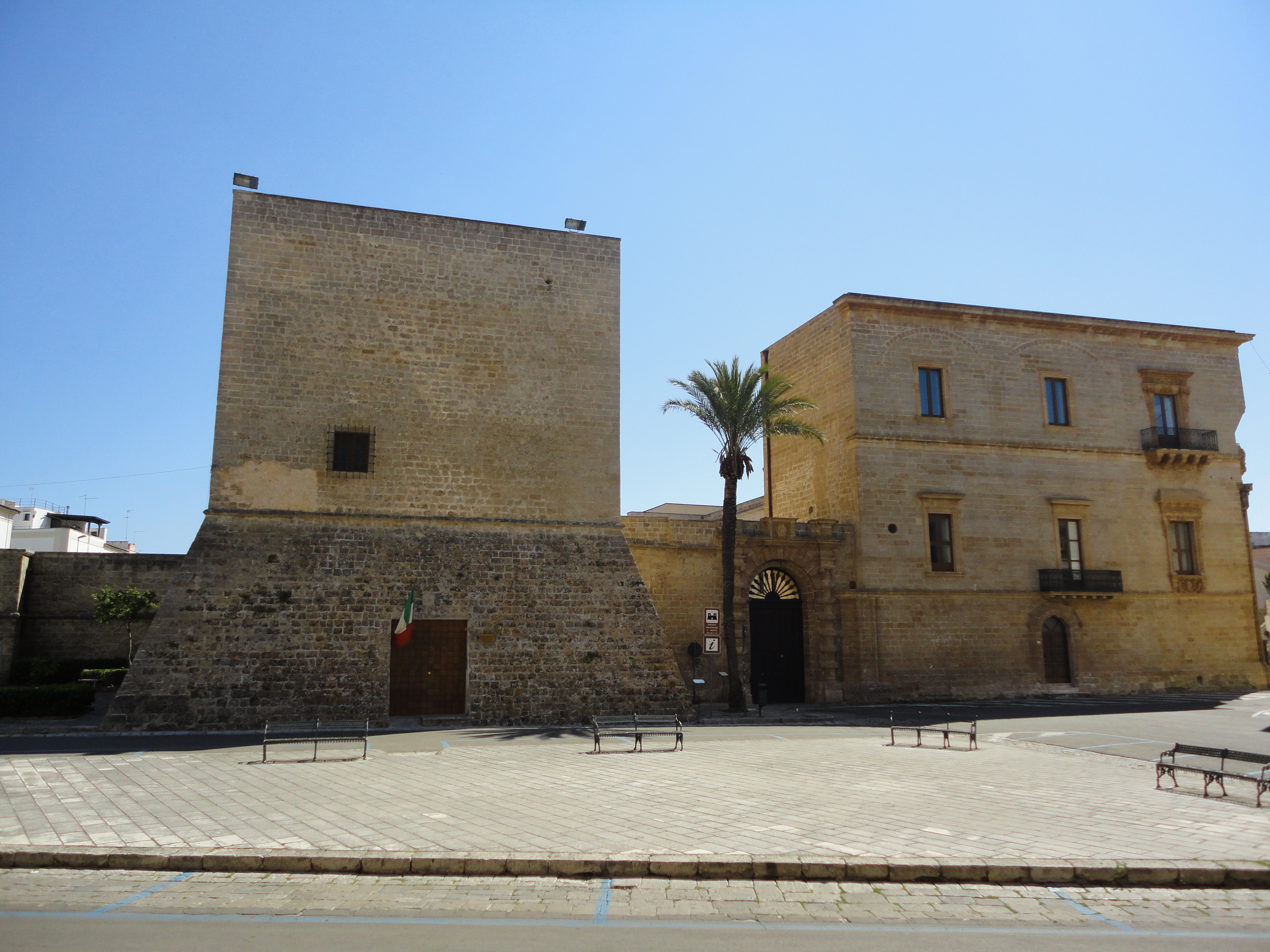
Palazzo marchesale o Bel Monte Pignatelli

#### Palazzo marchesale Belmonte-Pignatelli
Il Palazzo Marchesale, sede dei feudatari di Galatone già dal XVI secolo, fu voluto dalla famiglia Squarciafico. L'edificio venne edificato in corrispondenza di una torre di epoca angioina a cui si addossò uno sfarzoso portale cinquecentesco. La torre, a pianta tronco-piramidale alla base e cubica nella parte finale, non presenta importanti linee architettoniche in quanto le forme sono quelle essenziali dell'architettura militare romanica. Il palazzo possiede un elegante prospetto ingentilito da finestre decorate con mascheroni e motivi floreali di gusto tardo-cinquecentesco. Nell'angolo occidentale della facciata sono presenti gli stemmi araldici delle famiglie feudatarie degli Squarciafico, dei Pinelli, dei Pignatelli e dei Grillo. Gli ambienti interni, danneggiati e rimaneggiati in seguito al terremoto del 1743 che causò il crollo della parte nord della struttura, comprende le stalle e i locali della servitù al piano terra, le stanze della nobiltà al piano superiore.

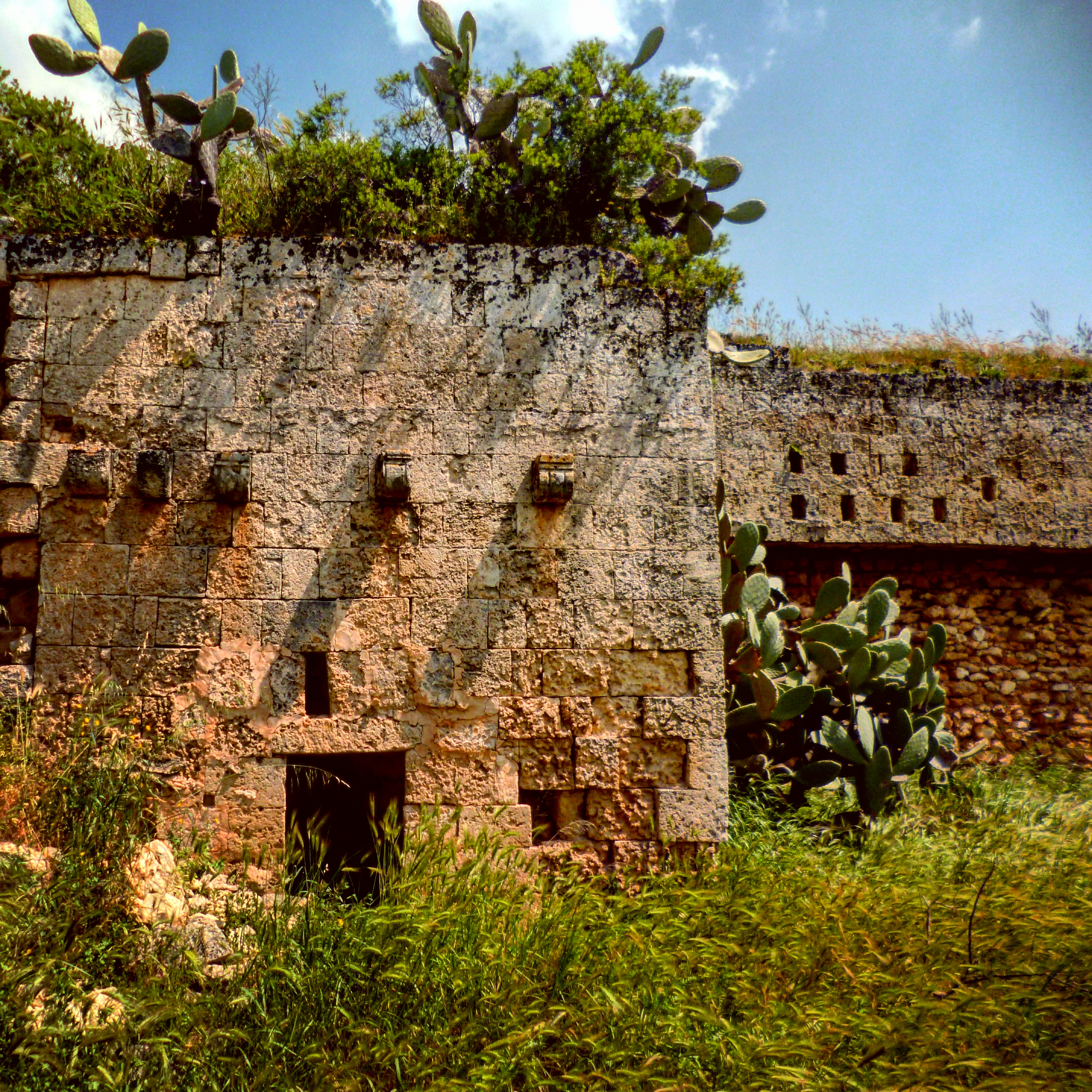
Galatone, castello di Fulcignano

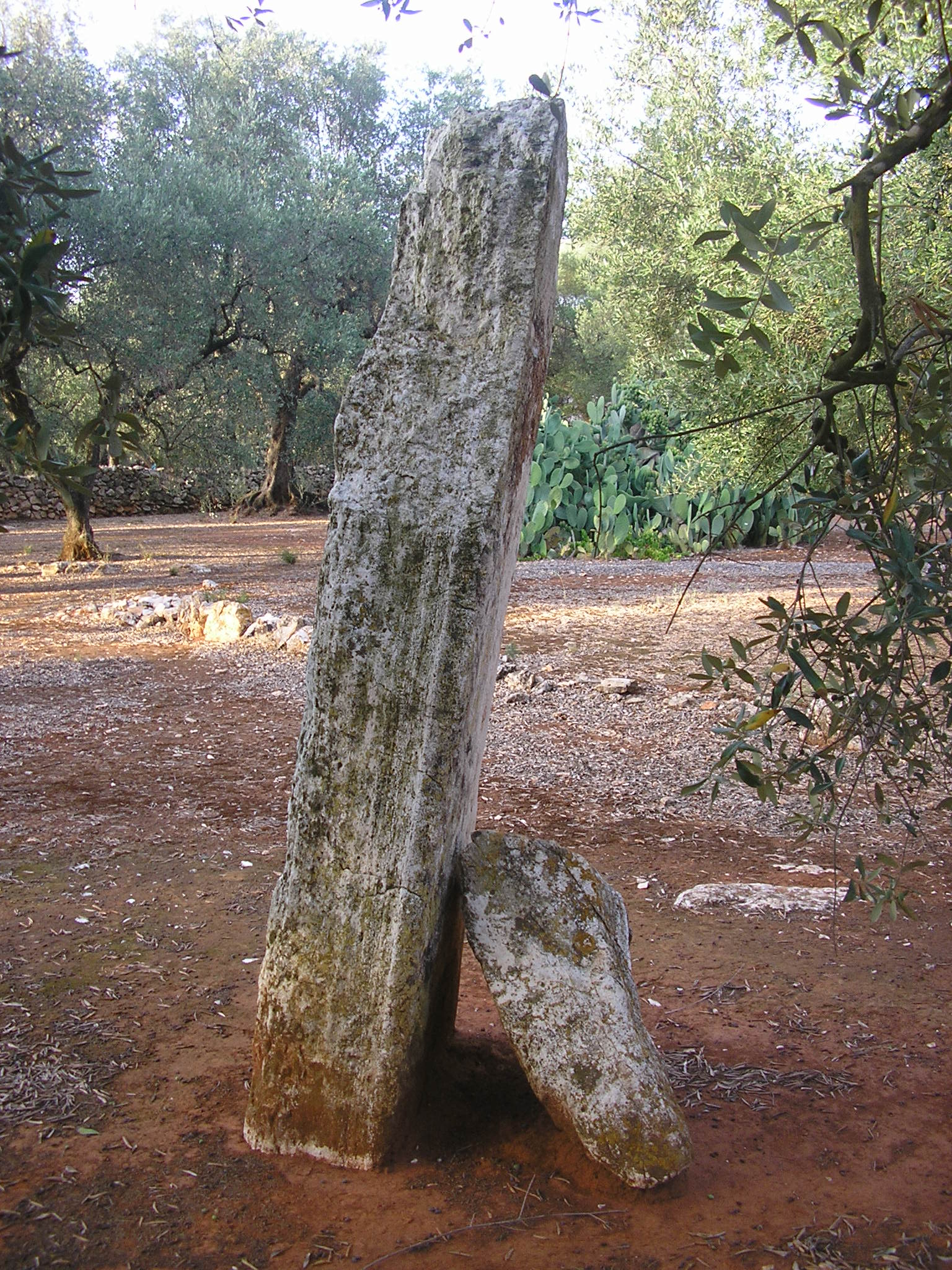
Menhir Coppola

#### Castello di Fulcignano
Il Castello di Fulcignano, realizzato tra il XII e il XIV secolo dai Normanni, sorge nella periferia sud dell'abitato e apparteneva all'antico casale di Fulcignano abbandonato nel XV secolo. Ciò che rimane è la cinta quadrilatera fortificata con mura in pietra calcarenitica (tufo) alte circa 8 m e spesse 2,60. Il recinto è rafforzato da alcune torri quadrangolari caratterizzate internamente da una pianta circolare. L'ingresso principale, orientato ad est, presenta un portale a sesto acuto sormontato da un elegante fregio. Il primo vano dopo l'ingresso possiede una volta a crociera a sesto acuto con interessanti decorazioni, un sedile in muratura lungo il lato destro e un camino. Dal vano d'ingresso si accede, oltre che al giardino, a due vani con volta a botte.
Dal secondo vano, da una porticina sia accede ad un terzo locale privo di pavimentazione caratterizzato da diversi elementi architettonici.

### Siti archeologici

#### Menhir Coppola
Il menhir Coppola, (tra i monumenti megalitici della provincia di Lecce), si trova in contrada Coppola tra secolari piante di olivo, ed è un'importante testimonianza dell'età del bronzo. Si presenta in calcare duro con un'altezza di circa 2,35 metri. Spezzato in sommità, la parte apicale è appoggiata ai piedi; si differenzia dagli altri menhir salentini per la sua forma irregolare.

## Società

### Evoluzione demografica
Abitanti censiti

### Etnie e minoranze straniere
Al 31 dicembre 2020 a Galatone risultano residenti 247 cittadini stranieri. Le nazionalità principali sono:

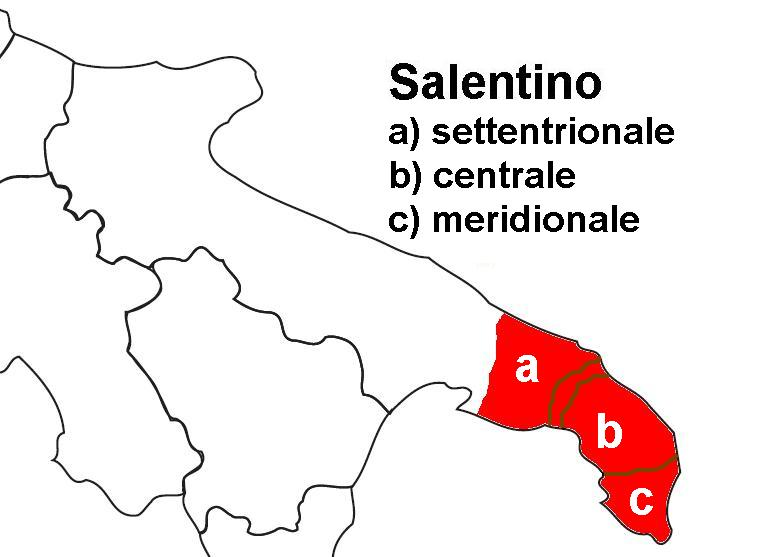
Diffusione del dialetto salentino

- Romania - 71
- Marocco - 37
- India - 21

### Lingue e dialetti
Il dialetto parlato a Galatone è il dialetto salentino nella sua variante centrale, che corrisponde al dialetto leccese. Il dialetto salentino, appartenente alla famiglia delle lingue romanze e classificato nel gruppo meridionale estremo, si presenta carico di influenze riconducibili alle dominazioni e ai popoli stabilitisi in questi territori nei secoli: messapi, greci, romani, bizantini, longobardi, normanni, albanesi, francesi, spagnoli.

## Cultura

### Istruzione

#### Biblioteche
- Biblioteca comunale "Antonio De Ferrariis".

#### Scuole
Hanno sede a Galatone cinque scuole dell'infanzia, quattro scuole primarie, due scuole secondarie di primo grado, la sezione associata dell'Istituto Professionale per i Servizi Commerciali con sede centrale a Galatina, l'Istituto di Istruzione Secondaria Superiore "Enrico Medi", comprendente l'Istituto Tecnico Industriale (indirizzi: Informatica e Telecomunicazioni - Elettronica ed Elettrotecnica - Grafica e Comunicazione), e il Liceo Scientifico opzione Scienze Applicate.

### Eventi
- Festa di San Sebastiano - 20 gennaio; festa patronale con luminarie, concerti bandistici e fuochi pirotecnici.
- Carnevale - febbraio-marzo; sfilata e gara di maschere singole e a gruppo, carri allegorici.
- Festa del Santissimo Crocifisso della Pietà - dal 2 al 4 maggio; solenni festeggiamenti con processioni, luminarie, concerti bandistici e musicali, fuochi pirotecnici. Nel pomeriggio del 4 maggio: rievocazione del ritorno a Roma di Elena, madre dell'imperatore Costantino I, dalla Terra santa con la ritrovata croce di Gesù.

È su un imponente carro (alto 5 metri, lungo 7 e largo 3,5 - trainato da 3 maestosi cavalli) che Sant'Elena, interpretata da una giovane donna di Galatone, regge la Croce ritrovata. Le fanno corona quattro "damigelle" e uno stuolo di angeli (cira 40 bambini vestiti di bianco)
- Festa del Sacro Cuore - terza domenica di giugno.
- Festa di Sant'Anna - 26 luglio
- Galatone in pentola - 12 e/o 13 agosto; degustazione di piatti tipici locali
- Festa e fiera Madonna della Grazia - dal 6 all'8 settembre; festa religiosa con luminarie, concerti bandistici, fiera e sagra della pagnotta (tipo di pane) e del vino.
- Festa di Cristu ti Tabelle - 14 settembre; festività religiosa presso l'antico casale di Tabelle.
- Festa dei Santi Medici - 25 e 26 settembre; festa religiosa con processione, luminarie, fuochi pirotecnici e sagra dei prodotti locali.
- Festa di Santa Lucia - 12 e 13 dicembre; accensione di Fanoi nei vari rioni.
- Presepe vivente nel centro storico - periodo natalizio.
- "La freccia" singolare evento del 20-22 gennaio. Una freccia lunga circa 2 metri, sospesa ad un tirante,  spinta da delle cariche pirotecniche, percorre una distanza di circa 200 metri andando ad impattare sulla campana dell'orologio del paese.

la freccia potrebbe non raggiungere la campana ed allora l'anno che sta per iniziare non sarà dei migliori. 
- Palio delle Contrade - prima decade di agosto

## Economia
L'economia di Galatone si basa prevalentemente sull'agricoltura (olio, vino, ortaggi) e sull'artigianato. Sviluppato è il turismo, condizionato, oltre che dalla vicinanza al litorale ionico, anche dalla presenza sul territorio di importanti insediamenti di rilievo storico-artistico. Il territorio è ricco di uliveti, vigneti, mandorleti e alberi di fico. Fino al primo dopoguerra, Galatone era uno snodo di scambi commerciali tra agricoltori e grossisti che acquistavano e rivendevano i prodotti locali nel nord della Puglia. Commercianti e contadini si davano appuntamento al limite della città, a un crocevia che segnava il confine tra la città e la campagna e qui si svolgevano le trattative. Tra i prodotti più apprezzati c'era l'albicocca di Galatone, una rara e preziosa cultivar galatea che proprio a ragione della sua unicità è stata inserita tra i Presidi Slow Food.
Galatone è stata la sede di un importante istituto di credito privato, la Banca Leuzzi & Megha, fondata nel 1925 ed attiva fino al 1995; la banca diede un forte sostegno ed impulso all'economia locale: agricoltura, commercio ed industria.
Per le sue bellezze architettoniche, tra cui risaltano particolarmente quelle medievali e del barocco leccese, la città è stata inserita nell'associazione Borghi Autentici d'Italia

## Infrastrutture e trasporti
Galatone è interessata dalla strada statale 101 Salentina di Gallipoli.
Il comune è servito dall'omonima stazione ferroviaria posta sulla linea Novoli-Gagliano del Capo gestita dalle Ferrovie del Sud Est.

## Amministrazione
Di seguito è presentata una tabella relativa alle amministrazioni che si sono succedute in questo comune.
| Periodo          | Periodo           | Primo cittadino     | Partito                                                                | Carica              | Note   |
| ---------------- | ----------------- | ------------------- | ---------------------------------------------------------------------- | ------------------- | ------ |
| 3 settembre 1985 | 7 giugno 1990     | Fernando Maglio     | Democrazia Cristiana                                                   | Sindaco             | [ 22 ] |
| 7 giugno 1990    | 22 settembre 1992 | Cosimo Casilli      | lista civica                                                           | Sindaco             | [ 22 ] |
| 21 novembre 1992 | 31 marzo 1994     | Carmine Caputo      | Democrazia Cristiana                                                   | Sindaco             | [ 22 ] |
| 31 marzo 1994    | 7 dicembre 1994   | Vincenzo Calignano  |                                                                        | Comm. pref.         | [ 22 ] |
| 7 dicembre 1994  | 14 dicembre 1998  | Roberto Maglio      | Progressisti                                                           | Sindaco             | [ 22 ] |
| 14 dicembre 1998 | 27 maggio 2003    | Franco Miceli       | centro-destra                                                          | Sindaco             | [ 22 ] |
| 27 maggio 2003   | 6 ottobre 2006    | Orazio Luigi Vaglio | centro-sinistra                                                        | Sindaco             | [ 22 ] |
| 11 dicembre 2006 | 12 giugno 2007    | Giulia Cazzella     |                                                                        | Comm. straordinario | [ 22 ] |
| 12 giugno 2007   | 14 giugno 2012    | Franco Miceli       | centro-destra                                                          | Sindaco             | [ 22 ] |
| 24 maggio 2012   | 25 giugno 2017    | Livio Nisi          | centro-destra (Il Popolo della Libertà, liste civiche)                 | Sindaco             | [ 22 ] |
| 25 giugno 2017   | 12 giugno 2022    | Flavio Filoni       | centro-sinistra (Partito Democratico, Unione di Centro, liste civiche) | Sindaco             | [ 22 ] |
| 12 giugno 2022   | in carica         | Flavio Filoni       | centro-sinistra (Partito Democratico, Unione di Centro, liste civiche) | Sindaco             | [ 22 ] |

### Gemellaggi
- Tripoli
- Ełk
- Talsi
- Civitella Alfedena
- Nardò
- Mascate

## Sport
La Green Volley Galatone (GVG) è la principale società sportiva di Galatone.
Da poco nata la società calcistica ASD Galatone Calcio.

### Articoli
- Gerhard Rohlfs, Toponomastica greca nel Salento (PDF), Tübingen, 1964. URL consultato il 31 luglio 2017 (archiviato dall'url originale il 1º agosto 2017).